# Branta
Pour les articles homonymes, voir Bernache.
Genre
Le genre Branta (les bernaches) comprend six espèces.

## Caractéristiques
Ce groupe est apparenté aux oies. Comme elles, elles sont grégaires et migratrices, sauf pour la bernache néné, confinée aux îles Hawaï.

## Liste des espèces
Selon la classification de référence du Congrès ornithologique international (version 15.1, 2025) :
- Branta bernicla (Linnaeus, 1758) – Bernache cravant ;
- Branta ruficollis (Pallas, 1769) – Bernache à cou roux ;
- Branta sandvicensis (Vigors, 1834) – Bernache néné ;
- Branta canadensis (Linnaeus, 1758) – Bernache du Canada ;
- Branta leucopsis (Bechstein, 1803) – Bernache nonnette ;
- Branta hutchinsii (Richardson, 1832) – Bernache de Hutchins.

Ottenburghs et ses collègues ont publié une étude en 2016 qui a établi les relations phylogénétiques entre les espèces.
|  | Bernache du Canada (Branta canadensis)                                                                            |
|  | |
|  | \| \| Bernache nonnette (Branta leucopsis) \| \| \| \| \| \| Bernache de Hutchins (Branta hutchinsii) \| \| \| \| |
|  | |
|  | Bernache nonnette (Branta leucopsis)                                                                              |
|  | |
|  | Bernache de Hutchins (Branta hutchinsii)                                                                          |
|  | |

|  | Bernache nonnette (Branta leucopsis)     |
|  |                                          |
|  | Bernache de Hutchins (Branta hutchinsii) |
|  |                                          |

|  | Bernache du Canada (Branta canadensis)                                                                            |
|  | |
|  | \| \| Bernache nonnette (Branta leucopsis) \| \| \| \| \| \| Bernache de Hutchins (Branta hutchinsii) \| \| \| \| |
|  | |
|  | Bernache nonnette (Branta leucopsis)                                                                              |
|  | |
|  | Bernache de Hutchins (Branta hutchinsii)                                                                          |
|  | |

|  | Bernache nonnette (Branta leucopsis)     |
|  |                                          |
|  | Bernache de Hutchins (Branta hutchinsii) |
|  |                                          |

|  | Bernache du Canada (Branta canadensis)                                                                            |
|  | |
|  | \| \| Bernache nonnette (Branta leucopsis) \| \| \| \| \| \| Bernache de Hutchins (Branta hutchinsii) \| \| \| \| |
|  | |
|  | Bernache nonnette (Branta leucopsis)                                                                              |
|  | |
|  | Bernache de Hutchins (Branta hutchinsii)                                                                          |
|  | |

|  | Bernache nonnette (Branta leucopsis)     |
|  |                                          |
|  | Bernache de Hutchins (Branta hutchinsii) |
|  |                                          |

|  | Bernache du Canada (Branta canadensis)                                                                            |
|  | |
|  | \| \| Bernache nonnette (Branta leucopsis) \| \| \| \| \| \| Bernache de Hutchins (Branta hutchinsii) \| \| \| \| |
|  | |
|  | Bernache nonnette (Branta leucopsis)                                                                              |
|  | |
|  | Bernache de Hutchins (Branta hutchinsii)                                                                          |
|  | |

|  | Bernache nonnette (Branta leucopsis)     |
|  |                                          |
|  | Bernache de Hutchins (Branta hutchinsii) |
|  |                                          |

|  | Bernache du Canada (Branta canadensis)                                                                            |
|  | |
|  | \| \| Bernache nonnette (Branta leucopsis) \| \| \| \| \| \| Bernache de Hutchins (Branta hutchinsii) \| \| \| \| |
|  | |
|  | Bernache nonnette (Branta leucopsis)                                                                              |
|  | |
|  | Bernache de Hutchins (Branta hutchinsii)                                                                          |
|  | |

|  | Bernache nonnette (Branta leucopsis)     |
|  |                                          |
|  | Bernache de Hutchins (Branta hutchinsii) |
|  |                                          |

|  | Bernache du Canada (Branta canadensis)                                                                            |
|  | |
|  | \| \| Bernache nonnette (Branta leucopsis) \| \| \| \| \| \| Bernache de Hutchins (Branta hutchinsii) \| \| \| \| |
|  | |
|  | Bernache nonnette (Branta leucopsis)                                                                              |
|  | |
|  | Bernache de Hutchins (Branta hutchinsii)                                                                          |
|  | |

|  | Bernache nonnette (Branta leucopsis)     |
|  |                                          |
|  | Bernache de Hutchins (Branta hutchinsii) |
|  |                                          |

|  | Bernache du Canada (Branta canadensis)                                                                            |
|  | |
|  | \| \| Bernache nonnette (Branta leucopsis) \| \| \| \| \| \| Bernache de Hutchins (Branta hutchinsii) \| \| \| \| |
|  | |
|  | Bernache nonnette (Branta leucopsis)                                                                              |
|  | |
|  | Bernache de Hutchins (Branta hutchinsii)                                                                          |
|  | |

|  | Bernache nonnette (Branta leucopsis)     |
|  |                                          |
|  | Bernache de Hutchins (Branta hutchinsii) |
|  |                                          |

|  | Bernache du Canada (Branta canadensis)                                                                            |
|  | |
|  | \| \| Bernache nonnette (Branta leucopsis) \| \| \| \| \| \| Bernache de Hutchins (Branta hutchinsii) \| \| \| \| |
|  | |
|  | Bernache nonnette (Branta leucopsis)                                                                              |
|  | |
|  | Bernache de Hutchins (Branta hutchinsii)                                                                          |
|  | |

|  | Bernache nonnette (Branta leucopsis)     |
|  |                                          |
|  | Bernache de Hutchins (Branta hutchinsii) |
|  |                                          |

|  | Bernache du Canada (Branta canadensis)                                                                            |
|  | |
|  | \| \| Bernache nonnette (Branta leucopsis) \| \| \| \| \| \| Bernache de Hutchins (Branta hutchinsii) \| \| \| \| |
|  | |
|  | Bernache nonnette (Branta leucopsis)                                                                              |
|  | |
|  | Bernache de Hutchins (Branta hutchinsii)                                                                          |
|  | |

|  | Bernache nonnette (Branta leucopsis)     |
|  |                                          |
|  | Bernache de Hutchins (Branta hutchinsii) |
|  |                                          |

|  | Bernache du Canada (Branta canadensis)                                                                            |
|  | |
|  | \| \| Bernache nonnette (Branta leucopsis) \| \| \| \| \| \| Bernache de Hutchins (Branta hutchinsii) \| \| \| \| |
|  | |
|  | Bernache nonnette (Branta leucopsis)                                                                              |
|  | |
|  | Bernache de Hutchins (Branta hutchinsii)                                                                          |
|  | |

|  | Bernache nonnette (Branta leucopsis)     |
|  |                                          |
|  | Bernache de Hutchins (Branta hutchinsii) |
|  |                                          |

|  | Bernache du Canada (Branta canadensis)                                                                            |
|  | |
|  | \| \| Bernache nonnette (Branta leucopsis) \| \| \| \| \| \| Bernache de Hutchins (Branta hutchinsii) \| \| \| \| |
|  | |
|  | Bernache nonnette (Branta leucopsis)                                                                              |
|  | |
|  | Bernache de Hutchins (Branta hutchinsii)                                                                          |
|  | |

|  | Bernache nonnette (Branta leucopsis)     |
|  |                                          |
|  | Bernache de Hutchins (Branta hutchinsii) |
|  |                                          |

|  | Bernache du Canada (Branta canadensis)                                                                            |
|  | |
|  | \| \| Bernache nonnette (Branta leucopsis) \| \| \| \| \| \| Bernache de Hutchins (Branta hutchinsii) \| \| \| \| |
|  | |
|  | Bernache nonnette (Branta leucopsis)                                                                              |
|  | |
|  | Bernache de Hutchins (Branta hutchinsii)                                                                          |
|  | |

|  | Bernache nonnette (Branta leucopsis)     |
|  |                                          |
|  | Bernache de Hutchins (Branta hutchinsii) |
|  |                                          |

|  | Bernache du Canada (Branta canadensis)                                                                            |
|  | |
|  | \| \| Bernache nonnette (Branta leucopsis) \| \| \| \| \| \| Bernache de Hutchins (Branta hutchinsii) \| \| \| \| |
|  | |
|  | Bernache nonnette (Branta leucopsis)                                                                              |
|  | |
|  | Bernache de Hutchins (Branta hutchinsii)                                                                          |
|  | |

|  | Bernache nonnette (Branta leucopsis)     |
|  |                                          |
|  | Bernache de Hutchins (Branta hutchinsii) |
|  |                                          |

|  | Bernache du Canada (Branta canadensis)                                                                            |
|  | |
|  | \| \| Bernache nonnette (Branta leucopsis) \| \| \| \| \| \| Bernache de Hutchins (Branta hutchinsii) \| \| \| \| |
|  | |
|  | Bernache nonnette (Branta leucopsis)                                                                              |
|  | |
|  | Bernache de Hutchins (Branta hutchinsii)                                                                          |
|  | |

|  | Bernache nonnette (Branta leucopsis)     |
|  |                                          |
|  | Bernache de Hutchins (Branta hutchinsii) |
|  |                                          |

|  | Bernache du Canada (Branta canadensis)                                                                            |
|  | |
|  | \| \| Bernache nonnette (Branta leucopsis) \| \| \| \| \| \| Bernache de Hutchins (Branta hutchinsii) \| \| \| \| |
|  | |
|  | Bernache nonnette (Branta leucopsis)                                                                              |
|  | |
|  | Bernache de Hutchins (Branta hutchinsii)                                                                          |
|  | |

|  | Bernache nonnette (Branta leucopsis)     |
|  |                                          |
|  | Bernache de Hutchins (Branta hutchinsii) |
|  |                                          |

|  | Bernache du Canada (Branta canadensis)                                                                            |
|  | |
|  | \| \| Bernache nonnette (Branta leucopsis) \| \| \| \| \| \| Bernache de Hutchins (Branta hutchinsii) \| \| \| \| |
|  | |
|  | Bernache nonnette (Branta leucopsis)                                                                              |
|  | |
|  | Bernache de Hutchins (Branta hutchinsii)                                                                          |
|  | |

|  | Bernache nonnette (Branta leucopsis)     |
|  |                                          |
|  | Bernache de Hutchins (Branta hutchinsii) |
|  |                                          |

L'ouette de Magellan est parfois appelée également "bernache de Magellan".

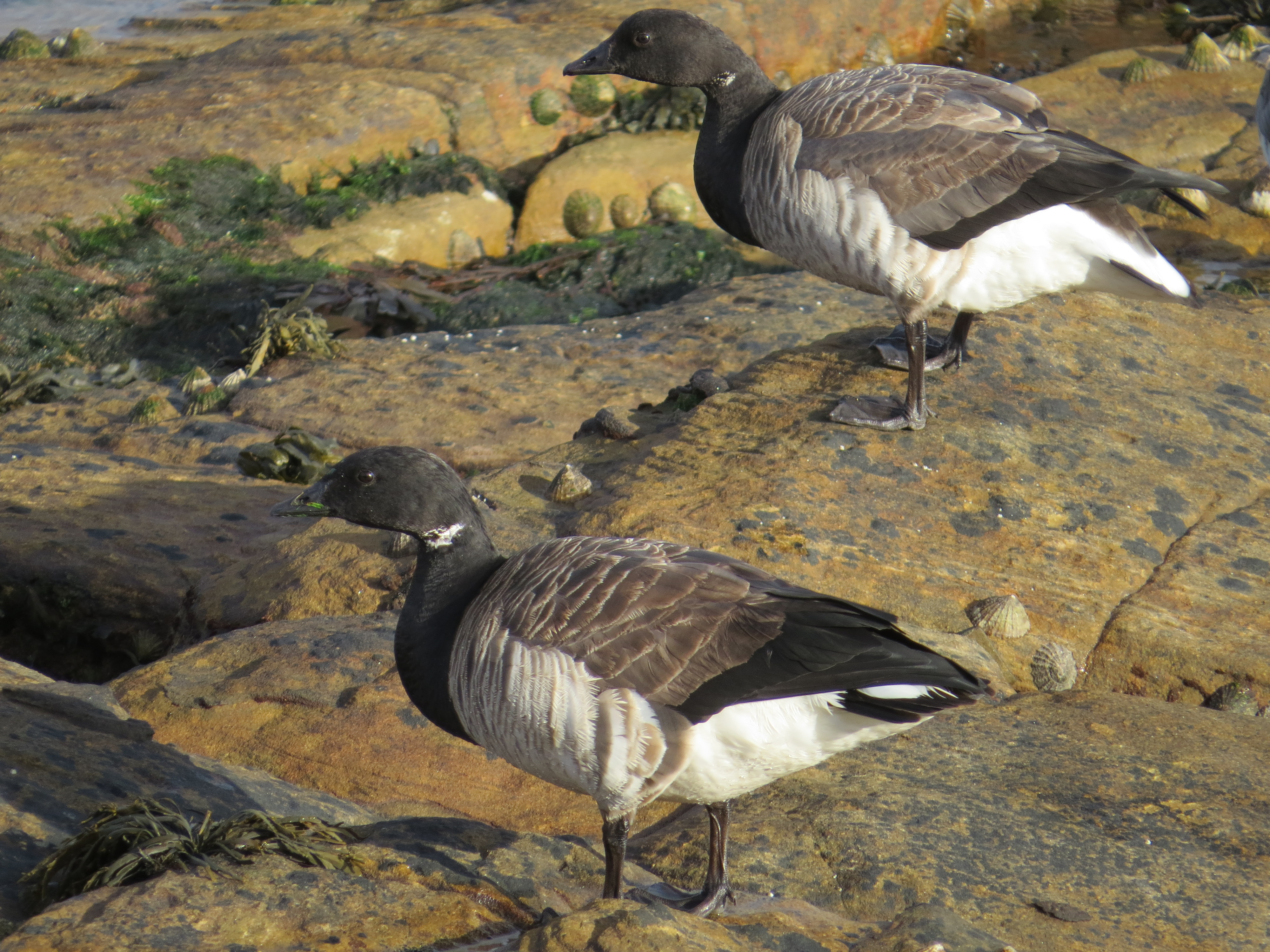
Branta bernicla
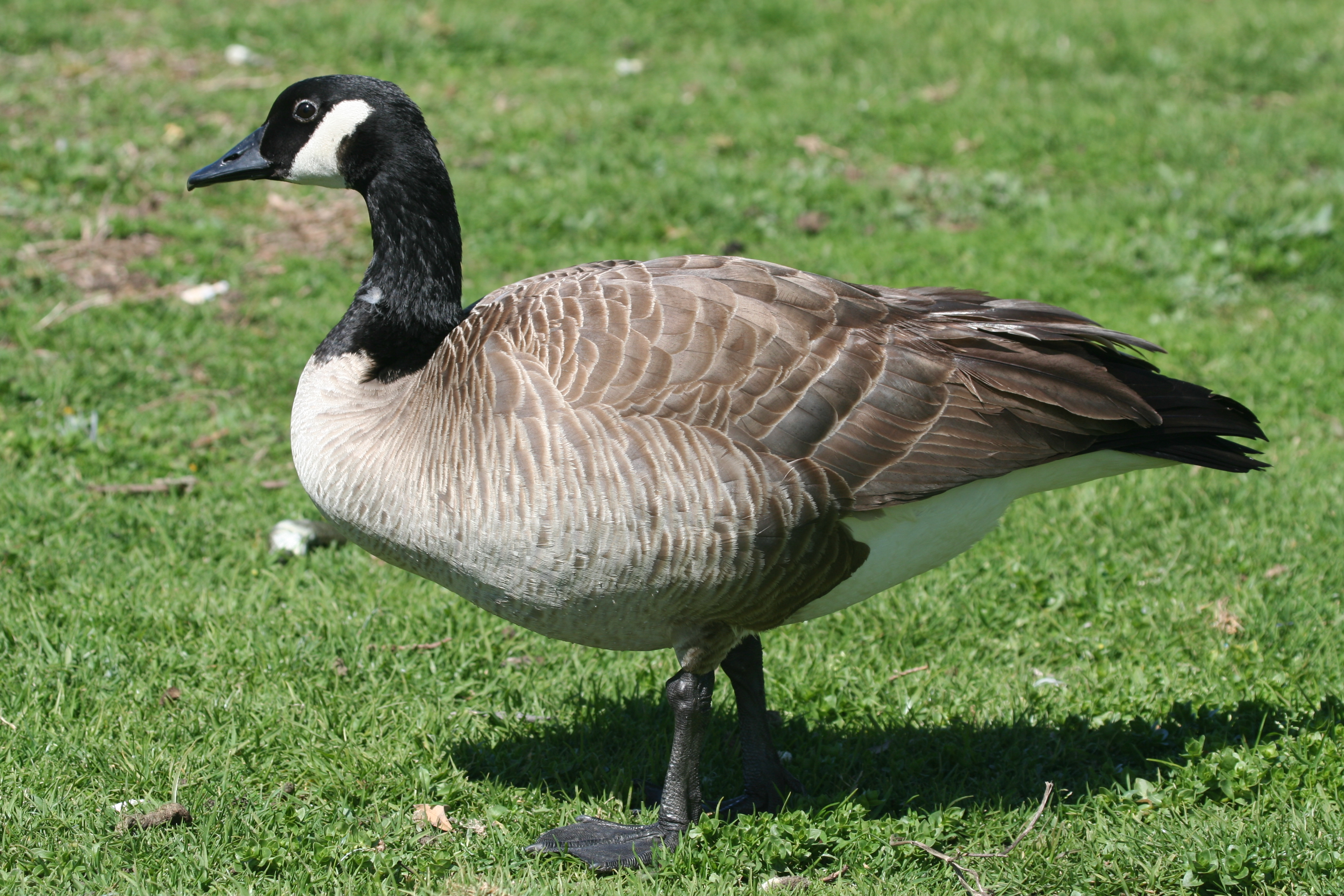
Branta canadensis
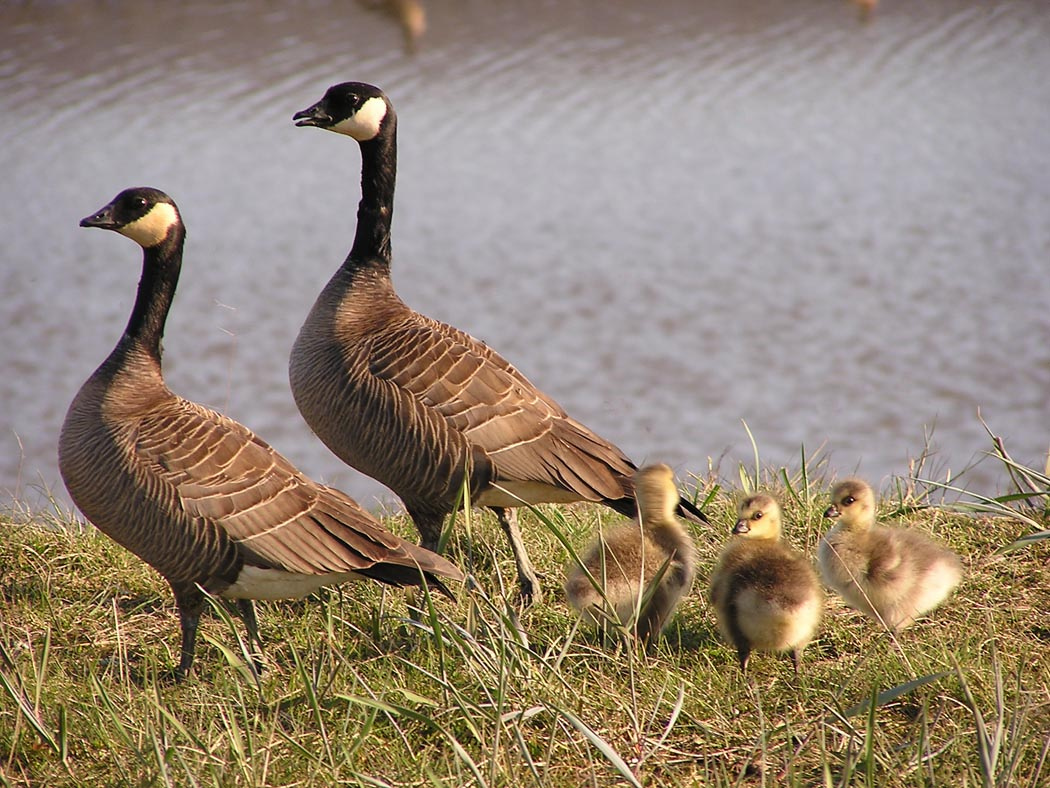
Branta hutchinsii
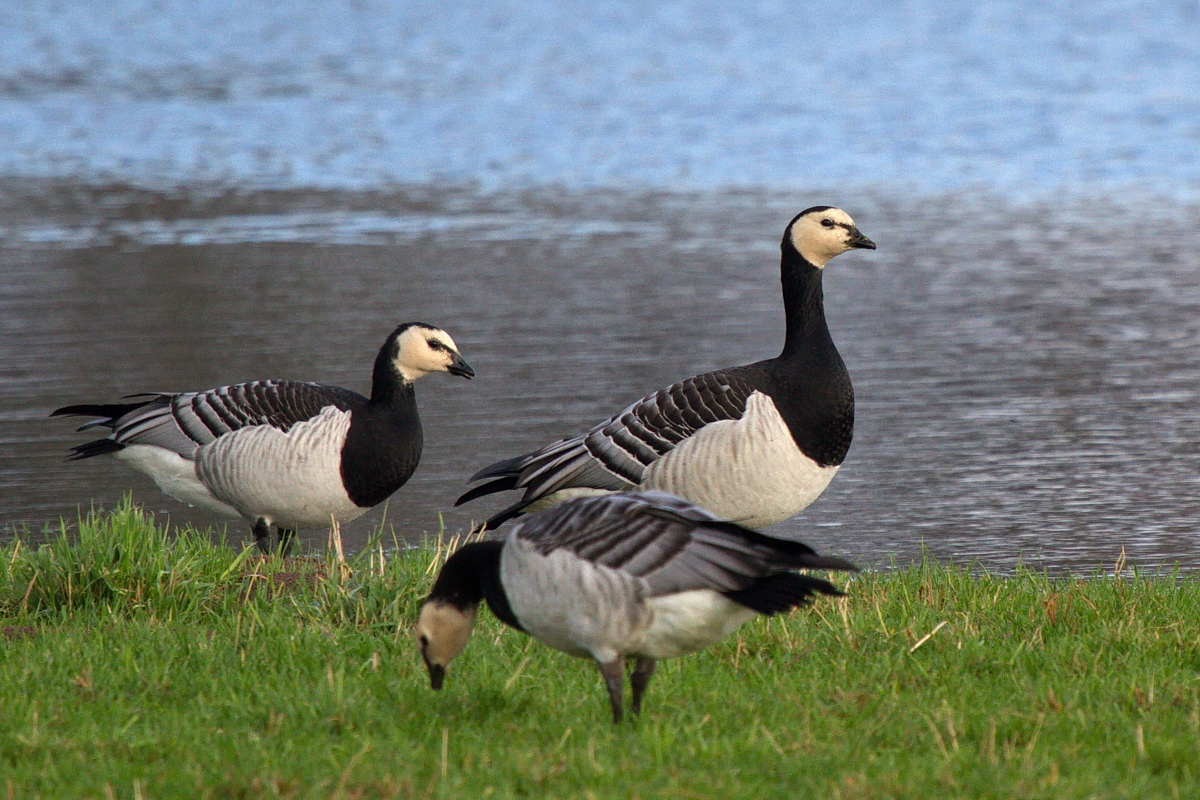
Branta leucopsis
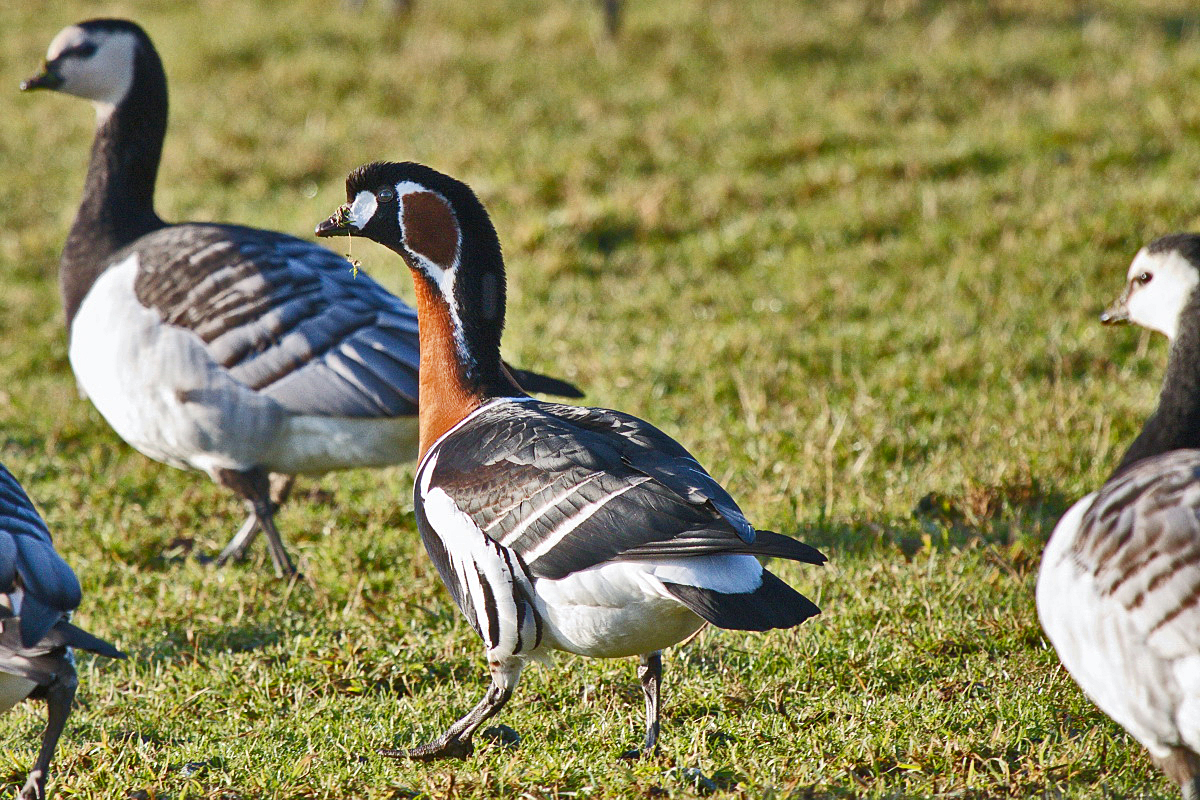
Branta ruficollis
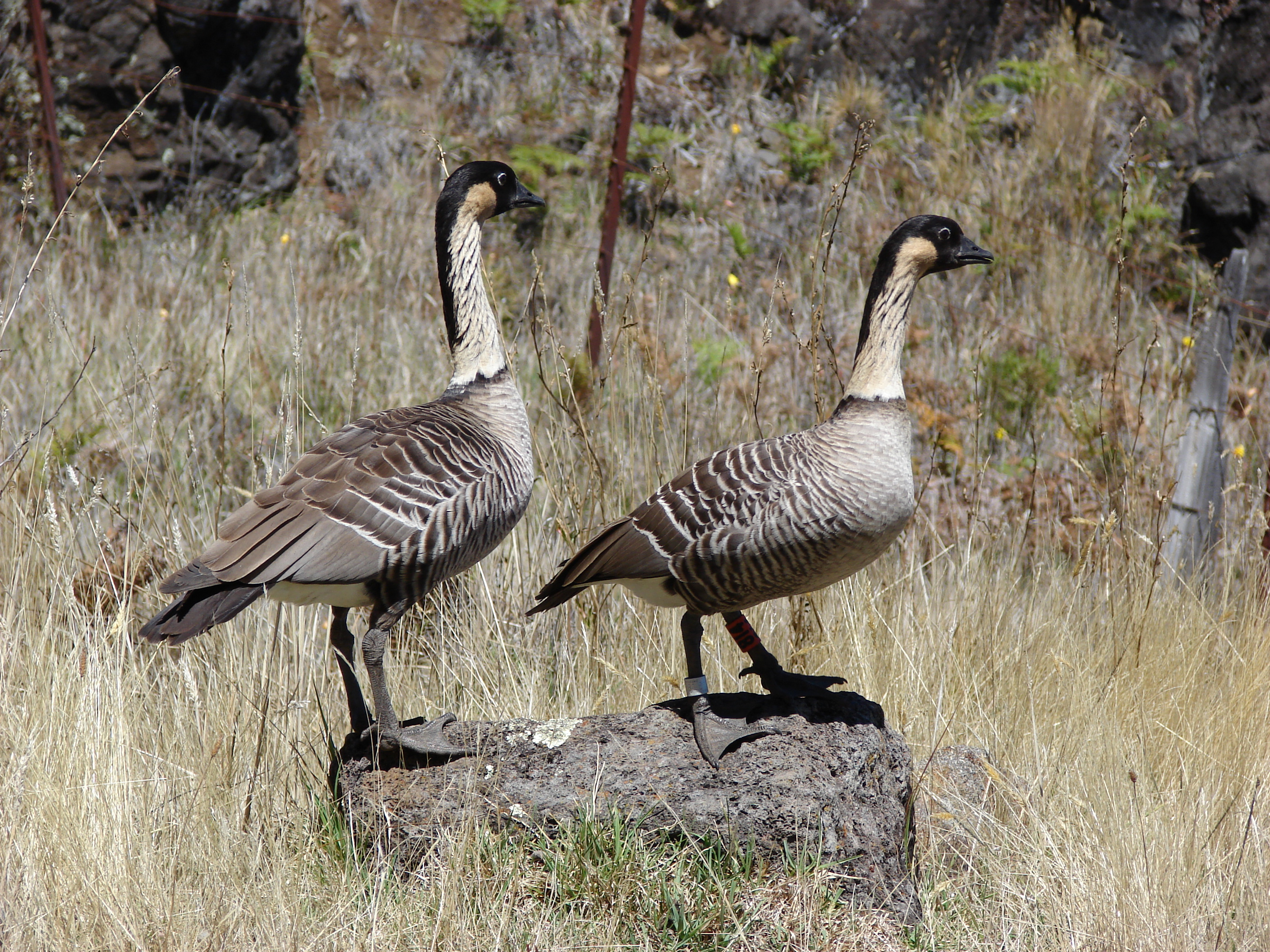
Branta sandvicensis